# Аделіна (Грубешівський повіт)
Аделіна (пол. Adelina) — село в Польщі, у гміні Вербковичі Грубешівського повіту Люблінського воєводства. Населення — 80 осіб (2021).

## Історія
За даними етнографічної експедиції 1869—1870 років під керівництвом Павла Чубинського, у селі проживали греко-католики, які розмовляли українською мовою.
У 1975—1998 роках село належало до Замойського воєводства.

## Демографія
Демографічна структура станом на 2021 рік:
|          | Загалом | Допрацездатний вік | Працездатний вік | Постпрацездатний вік |
| -------- | ------- | ------------------ | ---------------- | -------------------- |
| Чоловіки | 43      | 8                  | 27               | 8                    |
| Жінки    | 37      | 6                  | 18               | 13                   |
| Разом    | 80      | 14                 | 45               | 21                   |